# Lijst van medewerkers van RTL Z
Dit is een lijst van medewerkers van RTL Z.
Legenda
-  = Huidige medewerkers zijn voorzien van een blauw blokje.

## B
|  | Naam              | Periode   | Functie                  | Programma's              | Opmerkingen |
|  | ----------------- | --------- | ------------------------ | ------------------------ | ----------- |
|  | Michiel Bosgra    | 2001–2008 | Verslaggever             | RTL Z Nieuws             |             |
|  | Sanne Boswinkel   | 2005–2018 | Nieuwslezer, Presentator | MoneyTalks, RTL Z Nieuws |             |
|  | Mathijs Bouman    | 2005–2017 | Beursanalist             |                          |             |
|  | Annemarie Brüning | 2016      | Presentator              | TeamNL                   |             |

## D
|  | Naam          | Periode | Functie      | Programma's  | Opmerkingen |
|  | ------------- | ------- | ------------ | ------------ | ----------- |
|  | Bram van Dijk |         | Verslaggever | RTL Z Nieuws |             |

## E
|  | Naam           | Periode   | Functie      | Programma's  | Opmerkingen |
|  | -------------- | --------- | ------------ | ------------ | ----------- |
|  | Nicole van Est | 2001–2010 | Verslaggever | RTL Z Nieuws |             |

## H
|  | Naam        | Periode   | Functie                  | Programma's                  | Opmerkingen |
|  | ----------- | --------- | ------------------------ | ---------------------------- | ----------- |
|  | Hella Hueck | 2008–2016 | Nieuwslezer, Presentator | RTL Z Nieuws, Toekomstmakers |             |

## J
|  | Naam          | Periode    | Functie     | Programma's  | Opmerkingen |
|  | ------------- | ---------- | ----------- | ------------ | ----------- |
|  | Meike de Jong | 2014–heden | Nieuwslezer | RTL Z Nieuws |             |

## K
|  | Naam              | Periode    | Functie                  | Programma's                       | Opmerkingen |
|  | ----------------- | ---------- | ------------------------ | --------------------------------- | ----------- |
|  | Roland Koopman    | 2001–heden | Nieuwslezer, Presentator | RTL Z Nieuws, Z Today             |             |
|  | Jan Douwe Kroeske | 2015–heden | Voice-over               | Z Doc                             |             |
|  | Elianne Kuepers   | 2015–2016  | Presentator              | MoneyTalks, RTL Z Nieuws, Z Today |             |

## L
|  | Naam            | Periode   | Functie     | Programma's              | Opmerkingen |
|  | --------------- | --------- | ----------- | ------------------------ | ----------- |
|  | Paul van Liempt | 2015–2016 | Presentator | Van Liempt Live, Z Today |             |
|  | Pascale Luyks   | 2005–2008 | Nieuwslezer | RTL Z Nieuws             |             |

## M
|  | Naam               | Periode              | Functie      | Programma's  | Opmerkingen |
|  | ------------------ | -------------------- | ------------ | ------------ | ----------- |
|  | Peter van der Maat | 2001–2005            | Nieuwslezer  | RTL Z Nieuws |             |
|  | Diana Matroos      | 2004–2005, 2007–2016 | Nieuwslezer  | RTL Z Nieuws |             |
|  | Willem Middelkoop  | 2002–2009            | Beursanalist |              |             |

## P
|  | Naam           | Periode   | Functie                  | Programma's                       | Opmerkingen |
|  | -------------- | --------- | ------------------------ | --------------------------------- | ----------- |
|  | Antoin Peeters | 2001–2003 | Nieuwslezer, Presentator | MKB Ondernemerscafé, RTL Z Nieuws |             |

## R
|  | Naam           | Periode | Functie     | Programma's  | Opmerkingen |
|  | -------------- | ------- | ----------- | ------------ | ----------- |
|  | Guikje Roethof | 2002    | Nieuwslezer | RTL Z Nieuws |             |

## S
|  | Naam              | Periode               | Functie                 | Programma's         | Opmerkingen |
|  | ----------------- | --------------------- | ----------------------- | ------------------- | ----------- |
|  | Jacob Schoenmaker | 2005–heden            | Beursanalist            |                     |             |
|  | Loretta Schrijver | 2004–2007, 2015–heden | Nieuwslezer, Voice-over | RTL Z Nieuws, Z Doc |             |
|  | Nico Steenbergen  | 2001–2008             | Nieuwslezer             | RTL Z Nieuws        |             |
|  | Jim Stolze        | 2015–2016             | Sidekick                | Toekomstmakers      |             |

## T
|  | Naam         | Periode    | Functie     | Programma's         | Opmerkingen |
|  | ------------ | ---------- | ----------- | ------------------- | ----------- |
|  | Humberto Tan | 2020–heden | Presentator | Humberto Onderneemt |             |

## V
|  | Naam           | Periode   | Functie                  | Programma's                  | Opmerkingen |
|  | -------------- | --------- | ------------------------ | ---------------------------- | ----------- |
|  | Roderick Veelo | 2005–2020 | Nieuwslezer, Presentator | Dunk!, RTL Z Nieuws, Z Today |             |

## W
|  | Naam             | Periode    | Functie      | Programma's  | Opmerkingen |
|  | ---------------- | ---------- | ------------ | ------------ | ----------- |
|  | Merel Westrik    | 2015–2019  | Voice-over   | Z Doc        |             |
|  | Janneke Willemse | 2016–heden | Beursanalist |              |             |
|  | Femke Wolthuis   | 2003–2011  | Nieuwslezer  | RTL Z Nieuws |             |

## Z
|  | Naam                  | Periode    | Functie                  | Programma's           | Opmerkingen |
|  | --------------------- | ---------- | ------------------------ | --------------------- | ----------- |
|  | Peter van Zadelhoff   | 2008–heden | Nieuwslezer, Presentator | RTL Z Nieuws, Z Today |             |
|  | Marieke van de Zilver |            | Verslaggever             | RTL Z Nieuws          |             |